# 泉州公交24路
泉州公交24路是中华人民共和国泉州市境内的一条公共交通线路，全程12.9公里。起讫点为客运中心站至万祥汽车站。运营时间为客运中心站：6:10-21:30；万祥汽车站：7:00-22:10。

## 历史
- 1999年10月1日，泉州公交发展有限公司（公交集团前身）开通22路系统。初期22路分为22路A与22路B线。其中22路A初期运营区间为：刺桐公交站-宝洲商品市场-刺桐公交站（顺时针）。初期运营时间为6:40-18:24。初期票价¥1.0/人。使用车辆为4部华夏AC6750Q型汽油无空调公交车
- 1999年11月1日，泉州公交开通（旧）24路环线，旧24路初期运营区间为刺桐新村-旧车站-刺桐新村[1]。初期运行时间为6:30-18:00。使用车辆为自15路退下的8部牡丹牌小巴[2]
- 2002年4月30日，旧24路环线与27路合并成为新27路。22路A则从22路拆分出来，取代旧24路环线，并更名为现今的24路[3]
- 2004年1月1日，24路启用无人售票制度。票价不变[4]
- 2005年9月4日，24路调整为丰泽区政府-浦西路口-人才大厦-丰泽区政府环线。票价调整为1.5元/人[5]
- 2008年10月10日，24路取消途经温陵路、九一街、南俊巷、东街、少林路、东湖街、刺桐西路、泉山门。改为途经自火炬工业区起，途经兴贤路、笋江桥、临漳门、三千坛、新门街、新华路、城北路、学府路、崇福路、少林路、田安路、湖心街、刺桐路、丰泽街、坪山路至云山公交站始发终到，同时由一分公司（现江南公司）转为隶属于四分公司（现城东公司）
- 2010年9月20日，24路自云山公交站缩线至客运中心站，并取消途经火炬路、新华路、城北路、学府路、崇福路、少林路、田安路、湖心街、刺桐路、丰泽街。改为途经泉秀街、刺桐南路、宝洲街、温陵南路、义全街、中山南路，至新门街后原线行驶至兴贤路后再改为途经南环路、乌石路至万祥汽车站始发终到[6]
- 2010年11月，24路更换为8部福达FZ6890UF3G3型柴油空调公交车
- 2010年12月，24路增加4部FZ6890UF3G3，配车数达到12部
- 2012年6月25日，24路启用闽南语泉州话与普通话双语自动报站[7]
- 2013年1月，因老城区实行“绿标区”通行限制。24路与16(现K603路）互换车辆。24路接手并更换自16路退下的12部亚星JS6880C93H型柴油空调公交车
- 2014年11月，24路接手并更换自3路退下的12部福达FZ6890UF3G3型柴油空调公交车
- 2015年11月5日，24路开通夜班服务。末班发车时间延长至客运中心站21:30、万祥汽车站22:10[8]
- 2015年12月，24路更换为15部西虎QAC6100HEVG8型柴油插电式混合动力空调公交车
- 2016年7月22日，24路闽CY2644号车在开出万祥汽车站时，车辆转向失控并撞上一部电动车。造成电动车骑手受重伤[9]
- 2017年6月30日，24路票价由分段计价¥2.0降为一票制¥1.0[10][11]
- 2018年6月1日，24路全线更换为自55路退下的13部金旅XML6855JEVW0C型空调电动巴士，并退下15部QAC6100HEVG8
- 2021年6月7日，应市交警支队拆除临漳门站的要求。自该日起24路双向取消停靠该站。
- 2022年1月10日，因中山南路考古勘探需要，24路自该日起临时取消途径中山南路、义全街。改为途径涂门街、温陵南路至泉州汽车站西门后原线行驶至2月10日。[12]
- 2022年3月14日，受客运中心站划为疫情封控区影响，24路自该日起暂停运营至4月17日。[13][14]
- 2022年4月18日，24路恢复运营。[15]
- 2023年11月20日，受中山南路管线施工封闭影响，自该日起24路取消途径水门巷口、指挥巷口、义全街口、鲤城公安分局、幸福街口。改为途径涂门街、温陵南路至温陵路南段站后原线行驶。并改为停靠府文庙、关帝庙、棋盘园、海关大楼等站。[16]
- 2024年7月5日，因新门-涂门街污水干管建设工程施工。24路自该日双向临时取消途径新门街头、涂门街。改为途径壕沟墘、庄府巷、打锡街、九一街、温陵北路至津坂路口站后原线行驶，并双向增停鲤城区政府、九一街、温陵路中段等站，其它不变。[17]
- 2025年1月6日，24路恢复途径新门街头、涂门街。取消途径壕沟墘、庄府巷、打锡街、九一街、温陵北路。[18]

## 站点
| 路线 | 路线 | 路线 | 所在地区、街道 | 所在地区、街道 | 站点名            | 备注                        |
| ---- | ---- | ---- | -------------- | -------------- | ----------------- | --------------------------- |
|      |      |      | 丰泽区         | 泉秀街         | 客运中心站        | 起讫站                      |
|      |      |      | 丰泽区         | 泉秀街         | 客运中心站南门    |                             |
|      |      |      | 丰泽区         | 刺桐南路       | 泉州电信公司（↓） | 刺桐南路中段（↑）           |
|      |      |      | 丰泽区         | 刺桐南路       | 正骨医院（↓）     | 丰泽交警大队（↑）           |
|      |      |      | 丰泽区         | 宝洲街         | 宝洲街中段        |                             |
|      |      |      | 丰泽区         | 宝洲街         | 浦西村口          |                             |
|      |      |      | 丰泽区         | 宝洲街         | 东南医院          |                             |
|      |      |      | 丰泽区         | 宝洲街         | 宝洲街西段        | 原名 宏昌宾馆               |
|      |      |      | 丰泽区         | 温陵南路       | 温陵路南段        | 原名 中医院、泉州汽车站西门 |
|      |      |      | 鲤城区         | 温陵南路       | 海关大楼          |                             |
|      |      |      | 鲤城区         | 涂门街         | 棋盘园            |                             |
|      |      |      | 鲤城区         | 涂门街         | 关帝庙            |                             |
|      |      |      | 鲤城区         | 涂门街         | 府文庙            |                             |
|      |      |      | 鲤城区         | 新门街         | 新门街头          |                             |
|      |      |      | 鲤城区         | 新门街         | 新门菜市          |                             |
|      |      |      | 鲤城区         | 新门街         | 甲第巷口          | 南音剧院、芳草园            |
|      |      |      | 鲤城区         | 新门街         | 蔬菜公司          |                             |
|      |      |      | 鲤城区         | 笋江路         | 三千坛            |                             |
|      |      |      | 鲤城区         | 兴贤路         | 浮桥              |                             |
|      |      |      | 鲤城区         | 兴贤路         | 霞洲              |                             |
|      |      |      | 鲤城区         | 兴贤路         | 锦工中路口        | 原名 联泰第一城             |
|      |      |      | 鲤城区         | 兴贤路         | 王宫              |                             |
|      |      |      | 鲤城区         | 兴贤路         | 泉州建材市场      |                             |
|      |      |      | 鲤城区         | 兴贤路         | 上埕路口          |                             |
|      |      |      | 鲤城区         | 兴贤路         | 浦口              |                             |
|      |      |      | 鲤城区         | 南环路         | 火炬工业区路口    |                             |
|      |      |      | 鲤城区         | 南环路         | 国防教育中心      |                             |
|      |      |      | 鲤城区         | 乌石路         | 万祥汽车站        | 起讫站                      |

## 票价
24路计价方式为一票制，全程票价¥1.0。其中：
- 泉通卡普通卡9折，月票卡、敬老卡、爱心卡优惠功能有效
- 可使用泉城通APP及支付宝、云闪付、微信乘车码支付

## 配车
24路配车数总计13部，其中：
- 金旅XML6855JEVW0C  13部

- 福达FZ6890UF3G3
（2010.11 - 2013.1 / 2014.11 - 2015.12）
- 亚星JS6880C93H
（2013.1-2014.11）
- 西虎QAC6100HEVG8
（2015.12 - 2018.5）
- 金旅XML6855JEVW0C
（2018.5 - ）

## 相关
- 泉州公交线路列表
- 泉州公交22路
- 泉州公交27路